# برندو، فنلاند
برندو (به فنلاندی: Brändö) یک منطقهٔ مسکونی در فنلاند است که در جزایر الند واقع شده‌است.